# Vương quốc Himyar
Vương quốc Ḥimyarite hoặc Ḥimyar (tiếng Ả Rập: مملكة حِمْيَر, Mamlakat Ḥimyar, Musnad: 𐩢𐩣𐩺𐩧𐩣, tiếng Hebrew: ממלכת חִמְיָר) (phát triển từ khoảng năm 110 TCN– khoảng thập niên 520 CN), được nhắc đến trong lịch sử như là vương quốc Homerite bởi người Hy Lạp và La Mã, là một vương quốc ở Yemen cổ đại. Được thiết lập vào khoảng năm 110 TCN, ban đầu kinh đô của nó đặt tại Zafar, vào đầu thế kỷ thứ 4 CN, kinh đô của nó được chuyển về thành phố Sana'a ngày nay. Vương quốc này đã chinh phục vương quốc Saba' (Sheba) láng giềng vào khoảng năm 25 TCN (lần thứ nhất), Qataban vào khoảng năm 200 CN, và Haḍramaut vào khoảng năm 300 CN. Vận mệnh chính trị của nó có liên quan với Saba' đã thường xuyên thay đổi cho tới tận khi nó hoàn toàn chinh phục vương quốc Saba vào khoảng năm 280. Himyar sau đó đã phải chịu đựng các cuộc tấn công và cuối cùng đã rơi vào tay của những kẻ xâm lược tới từ vương quốc Aksum vào năm 525 CN.

## Lịch sử
Vương quốc Ḥimyar đã duy trì sự kiểm soát trên danh nghĩa ở Arabia cho tới tận năm 525. Nền kinh tế của nó dựa trên nông nghiệp, và ngoại thương tập trung vào việc xuất khẩu trầm hương và nhựa thơm. Trong suốt một thời gian dài, vương quốc này còn là cầu nối trung gian chính nối giữa khu vực Đông Phi và thế giới Địa Trung Hải. Tuyến giao thương này còn bao gồm cả phần lớn việc xuất khẩu ngà voi từ châu Phi để bán cho Đế quốc La Mã. Những con thuyền từ Ḥimyar thường xuyên đi dọc bờ biển Đông Phi, và vương quốc này còn gây nên một ảnh hưởng lớn về cả văn hóa, chính trị và tôn giáo đối với các thành phố thương mại ở miền Đông Châu Phi trong giai đoạn các thành phố ở Đông Phi vẫn còn độc lập. Tác phẩm Periplus của biển Erythraea miêu tả đế chế thương mại Himyar và vị vua của nó Charibael (Karab El Watar Yuhan'em II), người được coi là có mối quan hệ thân thiện với Rome: